# John Glover Roberts
John Glover Roberts (ur. 27 stycznia 1955 w Buffalo) – amerykański prawnik, prezes Sądu Najwyższego Stanów Zjednoczonych.

## Życiorys
Odbył studia na Uniwersytecie Harvarda. Po ukończeniu studiów w latach 1980–1981 był współpracownikiem sędziego Sądu Najwyższego Williama Rehnquista. Pracował w administracji Ronalda Reagana i George’a H.W. Busha. W 2003 został sędzią sądu apelacyjnego dla Dystryktu Columbia.
W lipcu 2005 prezydent George W. Bush nominował go na sędziego Sądu Najwyższego Stanów Zjednoczonych, w miejsce ustępującej Sandry Day O’Connor. 29 września jego nominacja została zatwierdzona w głosowaniu na posiedzeniu plenarnym Senatu stosunkiem głosów 78 do 22.
W 2009 i 2013 odebrał przysięgę prezydencką od Baracka Obamy. W 2017 i 2025 odebrał przysięgę prezydencką od Donalda Trumpa. W 2021 odebrał przysięgę prezydencką od Joego Bidena. 